# Église Saint-Gabriel de Paris
L'église Saint-Gabriel de Paris, de culte catholique, est située rue des Pyrénées dans le 20e arrondissement de Paris.

## Musique
La paroisse dispose à l'origine d’un orgue Cavaillé-Coll de salon, dont la restauration se fait urgente à la fin du XXe siècle. Pour de raisons financières, la rénovation est différée et est finalement lancée en 2001. Une fois le financement assuré, les travaux de réparation et d’amélioration sont réalisés par la firme Klais et aboutissent en 2006. Depuis, l'église dispose donc  d’un grand orgue Alcouffe-Steinmetz, riche de 25 jeux (comportant 56 notes aux claviers et 30 au pédalier), qui sert à la fois aux offices et à l'organisation de concerts. 
Ses organistes sont en 2024 Yanka Hekimova (titulaire) et Philippe Delaire (cotitulaire).

## Sauvegarde de la Création
La paroisse Saint-Gabriel mène des actions en faveur de la sauvegarde de la Création : elle fait partie des dix paroisses pilotes qui ont testé le label Église verte présenté le 16 septembre 2017 à Paris.

## Galerie d'images

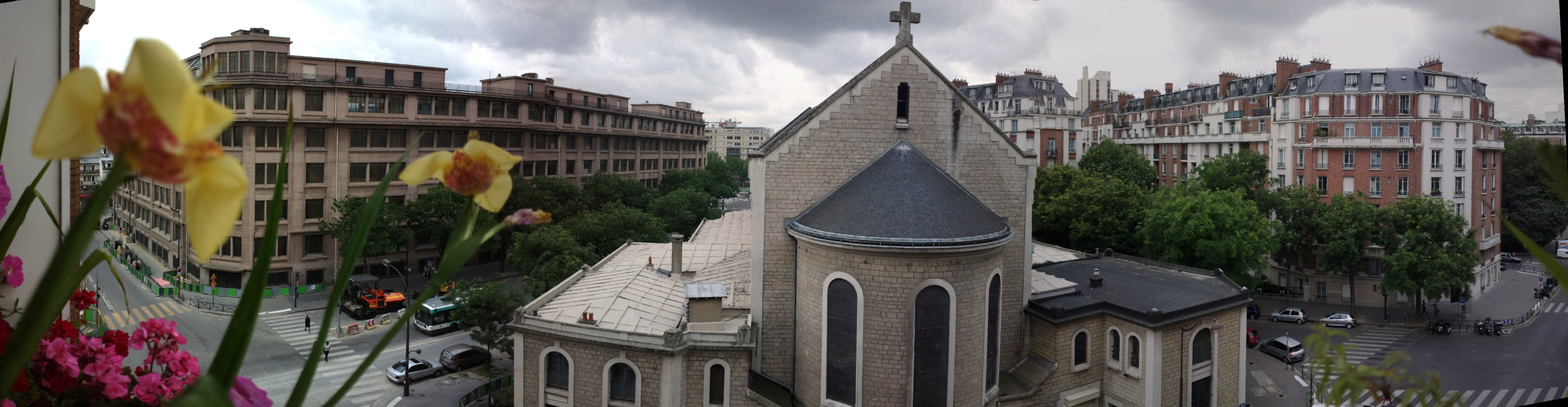
Vue de la rue de Lagny : lycée Hélène-Boucher, rue des Pyrénées, église Saint-Gabriel, rue Mounet-Sully.

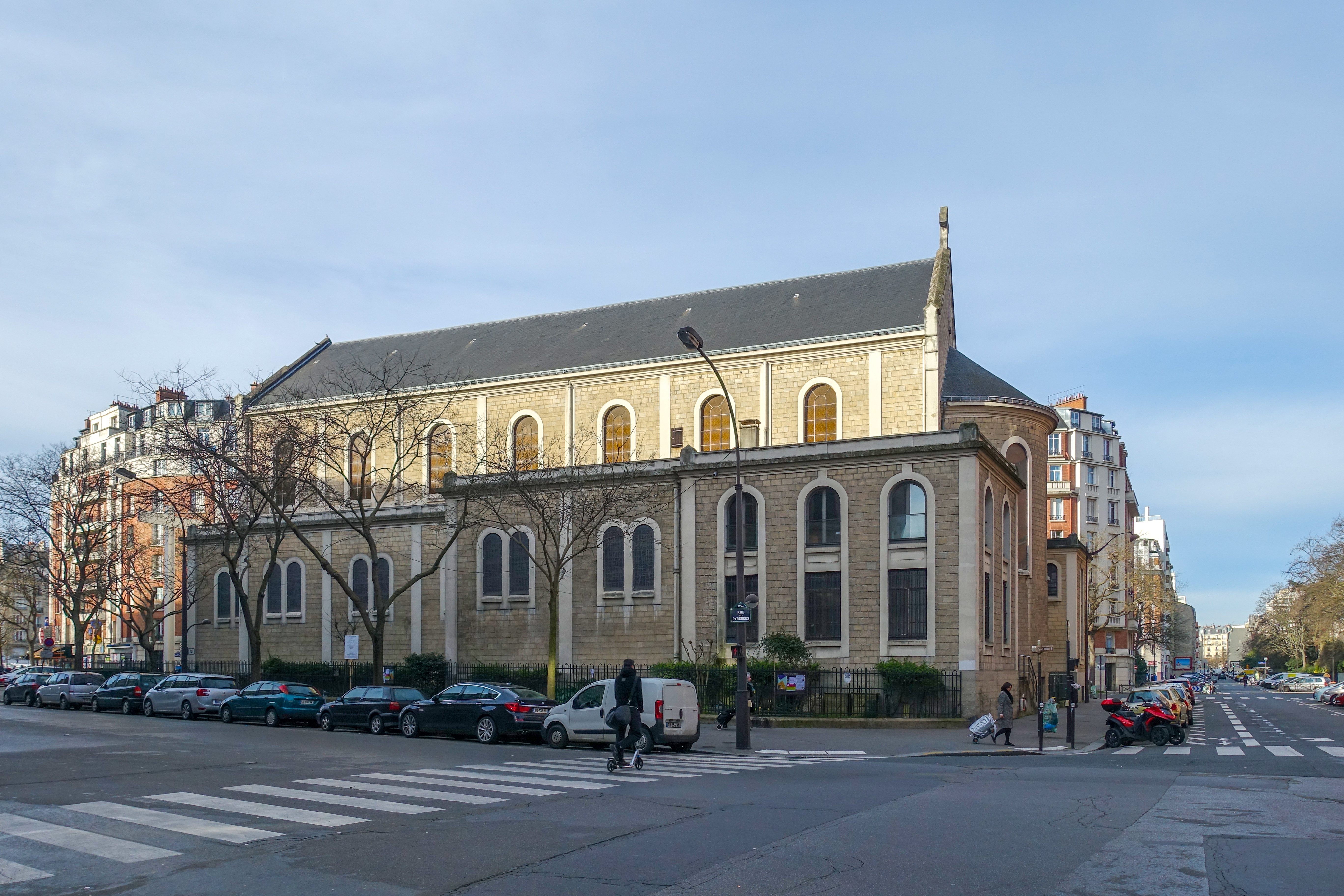
Angle rue des Pyrénées et rue de Lagny.
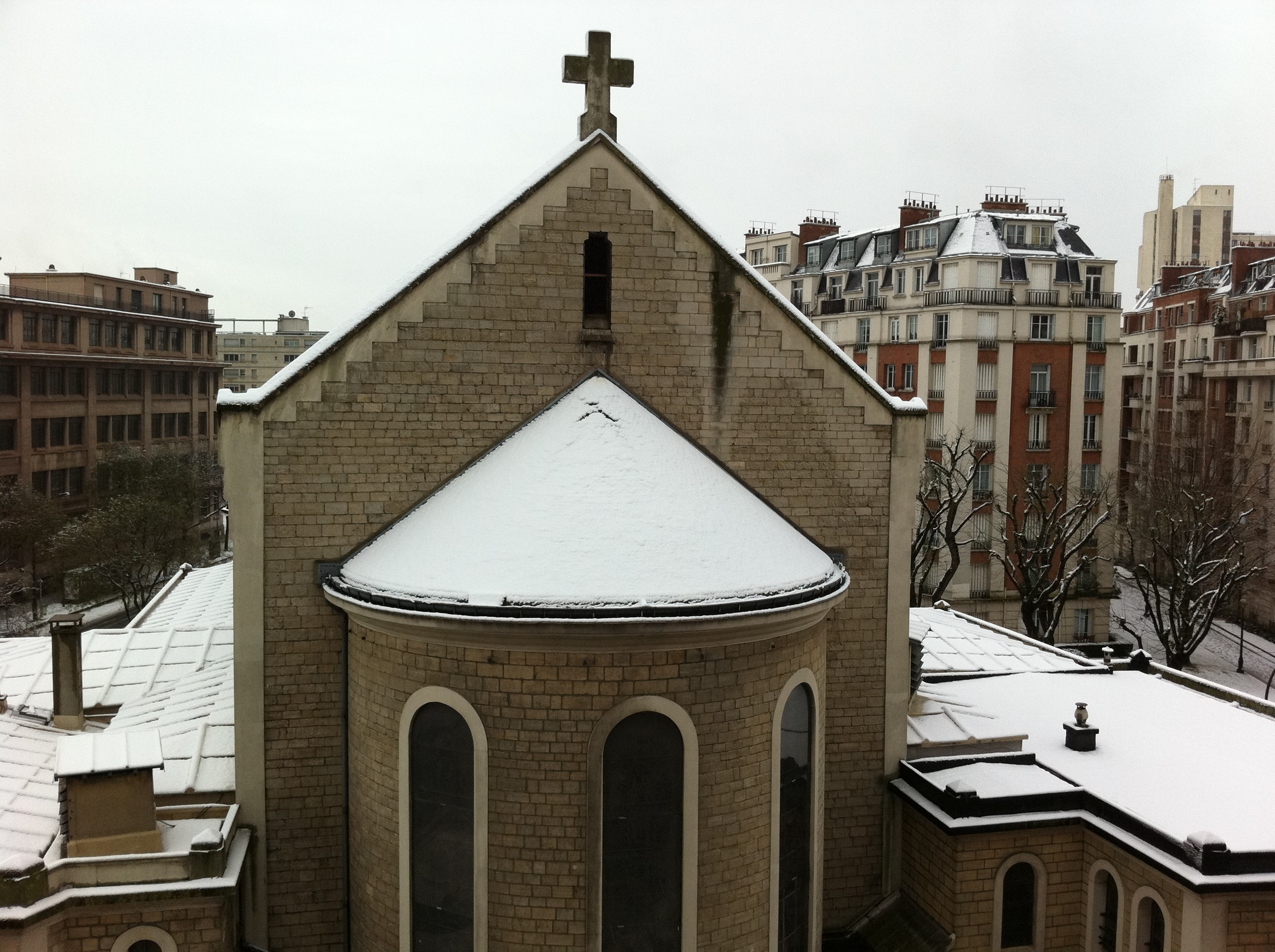
Chevet de l'église Saint-Gabriel.
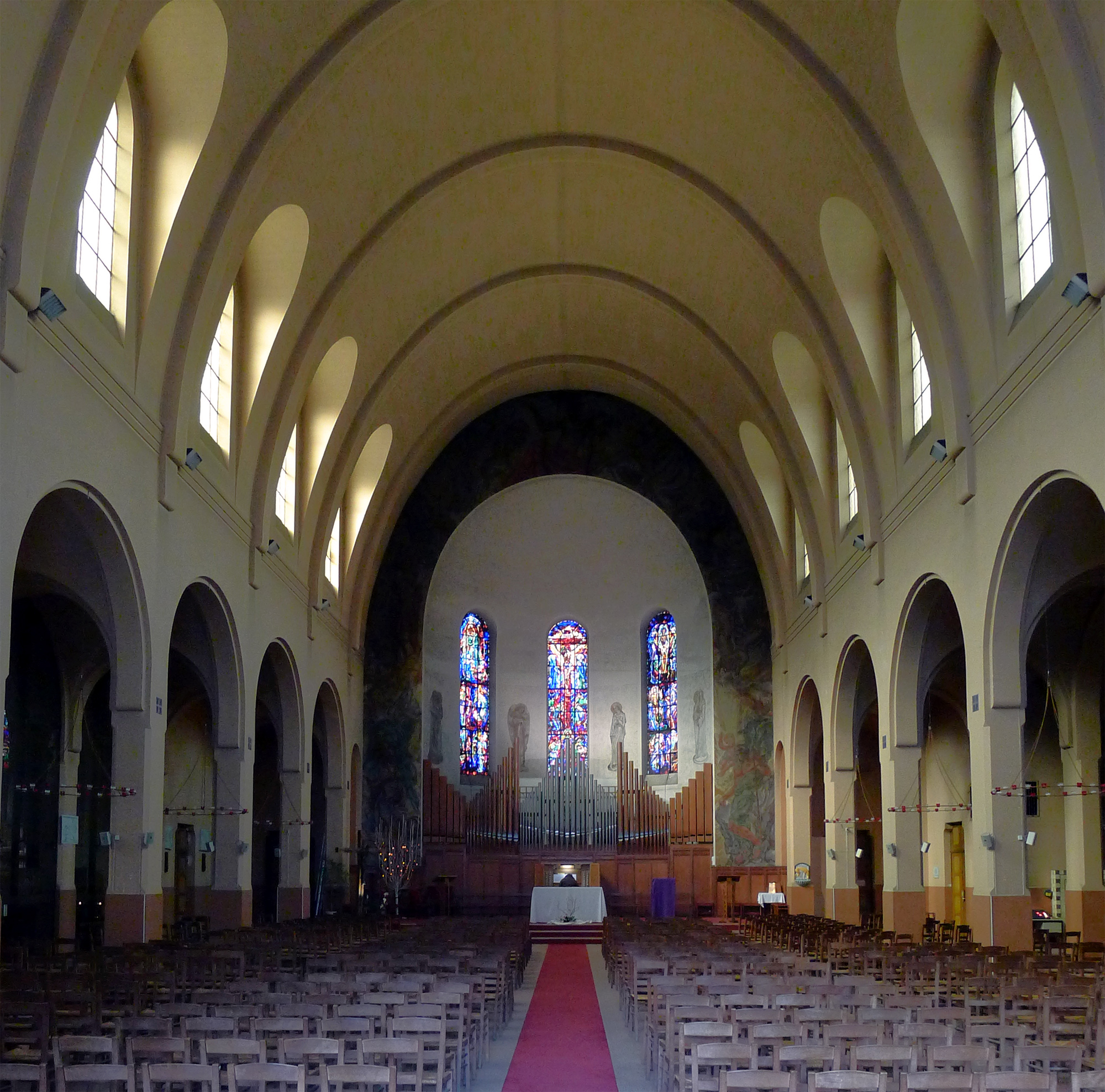
La nef en direction du chœur.
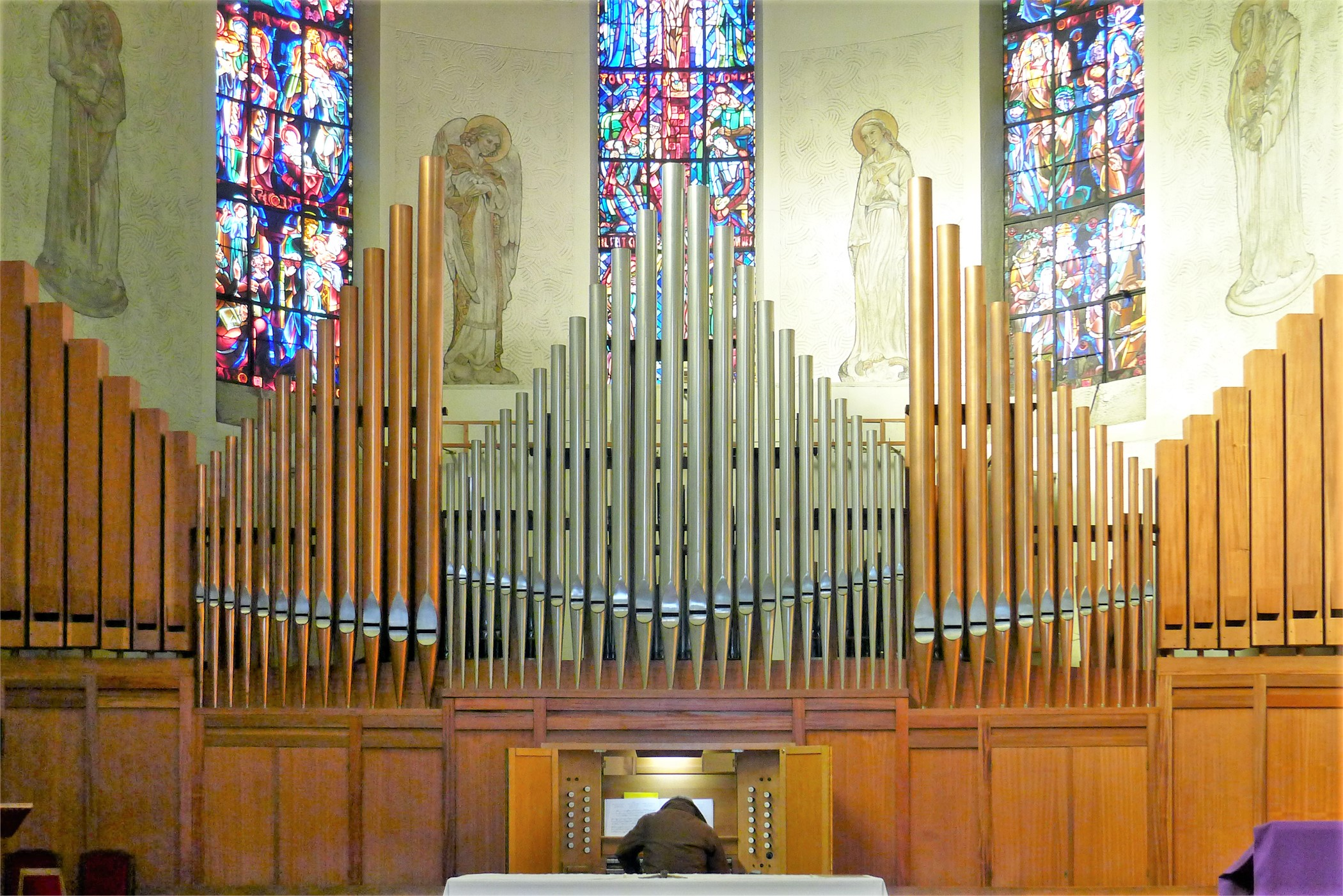
L'orgue.

## Référence
1. ↑  « France : un label “Église verte” pour paroisses recyclables », fsspx.news (consulté le 7 février 2019).